# David E. Green
David Ezra Green (* 5. August 1910 in New York City; † 8. Juli 1983 in Madison, Wisconsin) war ein US-amerikanischer Biochemiker.

## Leben
David Ezra Green wurde am 5. August 1910 in Brooklyn, New York City geboren. Er besuchte in Brooklyn öffentliche Schulen und begann 1928 ein Medizinstudium an der New York University. Nach zwei Jahren wechselte er zur Biologie und machte 1932 sein Masterabschluss. Er ging danach nach England an die University of Cambridge, wo er 1934 unter Malcolm Dixon mit der Arbeit The Application of Oxidation-Reduction Potentials to Biological Systems promovierte; Green blieb bis 1940 in Cambridge.
Nach seiner Rückkehr in die Vereinigten Staaten ging er für ein Jahr an die Harvard Medical School und wechselte Ende 1941 an das Columbia University College of Physicians and Surgeons in New York City. Bis 1948 beschäftigte er sich hier hauptsächlich mit der Isolierung von Enzymen und der Erforschung der enzymatischen Oxidation von Aminosäuren und Brenztraubensäure sowie später auch mit Multienzymkomplexen. 1948 ging Green an die University of Wisconsin–Madison, wo er das Institute for Enzyme Research gründete, an dem er bis zu seinem Tode 1983 als Direktor wirkte. Schwerpunkt seiner Forschungen waren die β-Oxidation, Fettsäuresynthese und Flavoproteine sowie die Atmungskette und der Aufbau und die Funktion der Mitochondrien.
David Ezra Green heiratete 1936 in Cambridge Doris Cribb, mit der er zwei Töchter hatte. Die ältere Tochter Rowena Green Matthews wurde auch Biochemikerin und ist heute Professor emeritus der University of Michigan. Die jüngere Tochter Pamela Green Baldwin schlug keine akademische Laufbahn ein, ihre Tochter Tammy Baldwin ist seit 2013 US-Senatorin von Wisconsin.

## Auszeichnungen
- 1946: Paul-Lewis Award in Enzyme Chemistry
- 1960: Mitglied der American Academy of Arts and Sciences
- 1962: Mitglied der National Academy of Sciences

## Werke
- Reconstruction of the Chemical Events in Living Cells. In: Joseph Needham, David E. Green (Hrsg.): Perspectives in Biochemistry. Cambridge Univ. Press, Cambridge 1937.
- Mechanisms of biological oxidations. The University Press, Cambridge 1940.
- Enzymes and Trace Substances. In: F. F. Nord, C. H. Werkman (Hrsg.): Advances in Enzymology. Vol. 1. Interscience, New York 1941.
- The Cyclophorase System. In: John T. Edsall (Hrsg.): Enzymes and enzyme systems. Harvard University Press, Cambridge, MA 1951.
- The Mitochondrial Electron-Transfer System. In: Marcel Florkin, Elmer H. Stotz (Hrsg.): Comprehensive biochemistry. Vol. 14. Elsevier, Amsterdam 1966.
- Mit Harold Baum: Energy and the mitochondrion. Academic Press, New York 1970.